# Autoritratto all'età di 63 anni

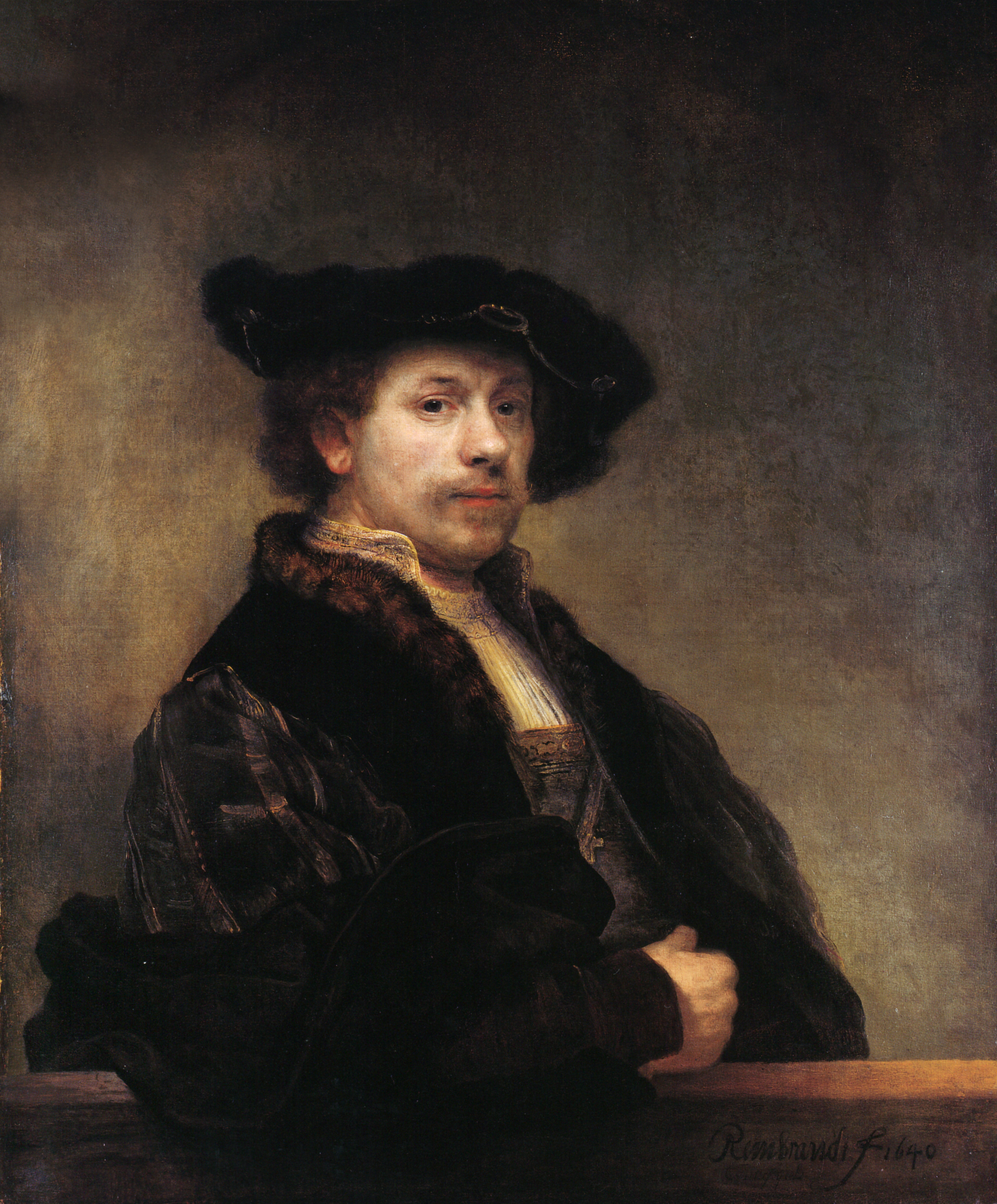
L'Autoritratto all'età di 34 anni

L'Autoritratto all'età di 63 anni è un dipinto a olio su tela (102x80 cm) di Rembrandt Harmenszoon Van Rijn, datato 1669 e conservato nella National Gallery di Londra. È firmato e datato, come si scoprì durante la pulitura del 1967: firma e data sono però ormai leggibili solo agli infrarossi.

## Storia e descrizione
A pochi mesi prima della morte, in un periodo reso amaro, oltre che dalla tarda età, dalla morte della moglie, dell'amato figlio e del socio di vecchia data, Rembrandt si autoritrasse per l'ennesima volta, in un dipinto dal fondo scuro con il busto di tre quarti, il volto ruotato verso lo spettatore e un gomito poggiato idealmente sul bordo inferiore della tela, autocitandosi da opere giovanili quali l'incisione del 1639 e l'Autoritratto con camicia ricamata del 1640.
Nonostante il periodo difficile l'artista dimostrò di non aver certo appannato la sua straordinaria capacità di rendere le emozioni in pittura, pur con economia di mezzi, usando pigmenti semplici. Un raggio di luce colpisce l'artista in pieno volto, rischiarando anche lo sfondo in corrispondenza, e facendo del viso il fulcro incontrastato dell'opera. Con una pennellata ruvida e grezza, con strati di colori spessi e pastosi, che rendono con espressività e suggestione la pelle di una persona anziana, Rembrandt si autoritrasse con uno sguardo ancora sicuro e orgoglioso, indirizzato direttamente verso chi guarda, ma con un senso di mestizia e spossatezza. La particolare tecnica dimostra tutto lo sperimentalismo che l'artista non smise mai di ricercare, pur in tarda età, capace anzi di ottenere effetti ancora più moderni e struggenti.
Indossa un cappotto rosso/bruno bordato di pelliccia, un berretto, e incrocia le mani. I raggi X mostrano che nel disegno originale aveva previsto di tenere le mani separate e impugnare un pennello, ma poi questo dettaglio fu eliminato, forse per sottolineare la rappresentazione di se stesso come uomo, più che come artista, o forse semplicemente per non distrarre l'attenzione dal volto. Un altro pentimento sta nella foggia del berretto, inizialmente pensato più ampio e interamente bianco.
L'opera entrò nel museo nel 1851.